# Llengües taranoanes
Les llengües taranoanes són un grup de la família de les llengües carib. Les llengües es parlen a Brasil, Surinam i Colòmbia.

## Llengües
Les llengües taraneses segons Sérgio Meira (2006) són:::169
- Karihona (Carijona)
- Akuriyó
- Tiriyó

Meira (2006) considera tiriyó i akuriyó molt més relacionats que el Karihona.
Amb aproximadament 2.000 parlants, el tiriyó és l’única llengua que no s'acosta a l'extinció. D'Akuriyó i Karihona només els queden uns quants parlants ancians.